# Guderup
Guderup är en tätort i Sønderborgs kommun i Region Syddanmark i Danmark. Tätorten har 2 379 invånare (2024). Den ligger på ön Als, cirka 10,5 kilometer nordost om Sønderborg.